# Herbsen
Herbsen ist ein Ortsteil der Stadt Volkmarsen am Rande des Volkmarser Beckens im nordhessischen Landkreis Waldeck-Frankenberg.

## Geschichte

### Von den Anfängen bis zur Gebietsreform in Hessen
Die erste bekannte urkundliche Erwähnung des Orts findet sich um 900 in einem Verzeichnis des Klosters Corvey, aber die Gegend war bereits lange zuvor besiedelt. In den Wäldern um Herbsen befinden sich Siedlungsreste aus der Steinzeit sowie über 40 erhaltene Hügelgräber aus der Bronzezeit. Nach der Jahrhundertwende 1900 wurden hier viele Funde aus der ersten Besiedlungszeit gemacht. Außerdem befinden sich in den Wäldern Menhire, Opfersteine und Steinbilder.
Durch die Pest von 1348 bis 1351 starben alle Einwohner aus, und der Ort blieb fast 100 Jahre eine Wüstung. Entscheidend für die weitere Entwicklung des Ortes war das Jahr 1476, als Herbsen, im Besitz der Waldecker Grafen, dem Antoniterkloster Grünberg übereignet wurde, mit der Auflage, landfremde Siedler anzusiedeln. 1486 besaßen die Mönche dann eine eigene Niederlassung im Ort. Im Jahre 1493 kam Herbsen dann zum Kloster Arolsen. 1526/1527 wurde das Dorf durch die Reformation, in deren Folge alle Klöster in Waldeck enteignet und säkularisiert wurden, wieder Eigentum der Waldecker Grafen.
Im Dreißigjährigen Krieg wurde Herbsen von den durchziehenden Kriegshorden oftmals ausgeraubt und gebrandschatzt. 1625 suchte die Pest das Dorf erneut heim und forderte zahlreiche Opfer. 
Die Herbser Kirche wurde von 1653 bis 1657 unter Pastor Jeremias Kleinschmidt erbaut. Die Kirche ist im Besitz einiger wertvoller alter Gemälde, ebenso eines Hostientellers aus dem Jahre 1400 und eines vergoldeten Kelches aus der gleichen Zeit, der als eines der schönsten „Kirchenutensilien“ im ganzen Landkreis Waldeck-Frankenberg gilt.
1694 hatte Herbsen eine Mühle, aus der sich der heutige Mühlenhof entwickelte. 
Im Jahr 1970 wurde Herbsen bei dem Wettbewerb „Unser Dorf soll schöner werden“ als schönstes Dorf Hessens ausgezeichnet.

### Gebietsreform
Zum 1. August 1972 wurde die bis dahin selbständige Gemeinde Herbsen, im Zuge der Gebietsreform in Hessen, kraft Landesgesetz in die Stadt Volkmarsen eingemeindet.
Für Herbsen wurde, wie für alle nach Volkmarsen eingegliederten Gemeinden, ein Ortsbezirk mit Ortsbeirat und Ortsvorsteher nach der Hessischen Gemeindeordnung gebildet.

### Territorialgeschichte und Verwaltung im Überblick
Die folgende Liste zeigt im Überblick die Territorien, in denen Herbsen lag, bzw. die Verwaltungseinheiten, denen es unterstand:
- 1434 und später: Heiliges Römisches Reich, Grafschaft Waldeck, Gericht Schmillinghausen
- 1537: Heiliges Römisches Reich, Grafschaft Waldeck, Amt Arolsen,  Freistuhl Mengeringhausen
- ab 1712: Heiliges Römisches Reich, Fürstentum Waldeck, Amt Arolsen
- ab 1807: Fürstentum Waldeck, Amt Arolsen
- ab 1815: Fürstentum Waldeck, Oberamt der Diemel (Sitz in Arolsen)
- ab 1816: Fürstentum Waldeck, Oberjustizamt der Diemel (Sitz in Rhoden)
- ab 1850: Fürstentum Waldeck-Pyrmont (seit 1849), Kreis der Twiste[Anm. 1]
- ab 1867: Fürstentum Waldeck-Pyrmont (Akzessionsvertrag mit Preußen), Kreis der Twiste
- ab 1871: Deutsches Reich, Fürstentum Waldeck-Pyrmont, Kreis der Twiste
- ab 1919: Deutsches Reich, Freistaat Waldeck-Pyrmont, Kreis der Twiste
- ab 1929: Deutsches Reich, Freistaat Preußen, Provinz Hessen-Nassau, Regierungsbezirk Kassel, Kreis der Twiste
- ab 1942: Deutsches Reich, Freistaat Preußen, Provinz Hessen-Nassau, Regierungsbezirk Kassel, Landkreis Waldeck
- ab 1944: Deutsches Reich, Freistaat Preußen, Provinz Kurhessen, Regierungsbezirk Kassel, Landkreis Waldeck
- ab 1945: Deutsches Reich, Amerikanische Besatzungszone, Groß-Hessen, Regierungsbezirk Kassel, Landkreis Waldeck
- ab 1946: Deutsches Reich, Amerikanische Besatzungszone, Hessen, Regierungsbezirk Kassel, Landkreis Waldeck
- ab 1949: Bundesrepublik Deutschland, Hessen, Regierungsbezirk Kassel, Landkreis Waldeck
- ab 1974: Bundesrepublik Deutschland, Hessen, Regierungsbezirk Kassel, Landkreis Waldeck-Frankenberg, Stadt Volkmarsen

### Einwohnerentwicklung

#### Einwohnerstruktur
Nach den Erhebungen des Zensus 2011 lebten am Stichtag dem 9. Mai 2011 in Herbsen 324 Einwohner. Darunter waren 6 (1,9 %) Ausländer.
Nach dem Lebensalter waren 51 Einwohner unter 18 Jahren, 132 zwischen 18 und 49, 66 zwischen 50 und 64 und 75 Einwohner waren älter.
Die Einwohner lebten in 126 Haushalten. Davon waren 33 Singlehaushalte, 36 Paare ohne Kinder und 42 Paare mit Kindern, sowie 12 Alleinerziehende und 3 Wohngemeinschaften. In 24 Haushalten lebten ausschließlich Senioren/-innen und in 81 Haushaltungen lebten keine Senioren/-innen.

#### Einwohnerzahlen
Quelle: Historisches Ortslexikon
- 1620: 14 Häuser
- 1650: 12 Häuser
- 1738: 32 Häuser
- 1770: 42 Häuser, 273 Einwohner
- 1961: 311 Einwohner, davon 278 evangelische (= 89,39 %), 28 katholische (= 9,00 %)

| Herbsen: Einwohnerzahlen von 1770 bis 2019 | Herbsen: Einwohnerzahlen von 1770 bis 2019 | Herbsen: Einwohnerzahlen von 1770 bis 2019 | Herbsen: Einwohnerzahlen von 1770 bis 2019 | Herbsen: Einwohnerzahlen von 1770 bis 2019 |
| --- | ------------------------------------------ | ------------------------------------------ | ------------------------------------------ | ------------------------------------------ |
| Jahr |                                            |                                            |                                            | Einwohner                                  |
| 1770 | 1770                                       |                                            | 273                                        | 273                                        |
| 1800 | 1800                                       |                                            | ?                                          | ?                                          |
| 1834 | 1834                                       |                                            | 325                                        | 325                                        |
| 1840 | 1840                                       |                                            | 345                                        | 345                                        |
| 1846 | 1846                                       |                                            | 374                                        | 374                                        |
| 1852 | 1852                                       |                                            | 408                                        | 408                                        |
| 1858 | 1858                                       |                                            | 340                                        | 340                                        |
| 1864 | 1864                                       |                                            | 338                                        | 338                                        |
| 1871 | 1871                                       |                                            | 306                                        | 306                                        |
| 1875 | 1875                                       |                                            | 316                                        | 316                                        |
| 1885 | 1885                                       |                                            | 298                                        | 298                                        |
| 1895 | 1895                                       |                                            | 257                                        | 257                                        |
| 1905 | 1905                                       |                                            | 251                                        | 251                                        |
| 1910 | 1910                                       |                                            | 251                                        | 251                                        |
| 1925 | 1925                                       |                                            | 257                                        | 257                                        |
| 1939 | 1939                                       |                                            | 244                                        | 244                                        |
| 1946 | 1946                                       |                                            | 372                                        | 372                                        |
| 1950 | 1950                                       |                                            | 365                                        | 365                                        |
| 1956 | 1956                                       |                                            | 302                                        | 302                                        |
| 1961 | 1961                                       |                                            | 311                                        | 311                                        |
| 1967 | 1967                                       |                                            | 325                                        | 325                                        |
| 1980 | 1980                                       |                                            | ?                                          | ?                                          |
| 1990 | 1990                                       |                                            | ?                                          | ?                                          |
| 2000 | 2000                                       |                                            | ?                                          | ?                                          |
| 2010 | 2010                                       |                                            | 333                                        | 333                                        |
| 2011 | 2011                                       |                                            | 324                                        | 324                                        |
| 2015 | 2015                                       |                                            | 314                                        | 314                                        |
| 2019 | 2019                                       |                                            | 312                                        | 312                                        |
| Datenquelle: Historisches Gemeindeverzeichnis für Hessen: Die Bevölkerung der Gemeinden 1834 bis 1967. Wiesbaden: Hessisches Statistisches Landesamt, 1968. Weitere Quellen: bis 1970 LAGIS; Stadt Volkmarsen; Zensus 2011 |                                            |                                            |                                            |                                            |